# 맥시멈 컨빅션
맥시멈 컨빅션(Maximum Conviction)은 미국에서 제작된 키오니 왁스먼 감독의 2012년 액션, 모험, 스릴러 영화이다. 스티븐 시걸 등이 주연으로 출연하였고 스콧 케네디 등이 제작에 참여하였다.

## 출연

### 주연
- 스티븐 시걸
- 스티브 오스틴
- 마이클 파레
- 알리야 오브라이언
- 브렌 포스터

## 제작진
- 특수효과: 다리아 더글라스-안드레스
- 시각효과: 장-폴 디마스